# Mesitornis
Mesitornis is een geslacht van vogels uit de familie steltrallen (Mesitornithidae).

## Soorten
Het geslacht kent de volgende soorten:
- Mesitornis unicolor – Bruine steltral
- Mesitornis variegatus – Witborststeltral